# Tovaria
Tovaria és un gènere de plantes herbàcies natives de Jamaica i Amèrica del Sud. N'hi ha dues espècies, T. pendula i T. diffusa. El gènere és l'únic dins la família Tovariaceae.